# Lista de filmes portugueses de 1938
Lista de filmes portugueses de longa-metragem lançados comercialmente em Portugal em 1938, nas salas de cinema.
Notas: Na secção coprodução, passando o cursor sobre a bandeira aparecerá o nome do país correspondente.
| # | Filme                        | Realização          | Género          | Estreia        | Coprodução |
| - | ---------------------------- | ------------------- | --------------- | -------------- | ---------- |
| 1 | A Canção da Terra            | Jorge Brum do Canto | Drama           | 29 de março    | —          |
| 2 | Os Fidalgos da Casa Mourisca | Arthur Duarte       | Drama           | 22 de junho    | —          |
| 3 | A Rosa do Adro               | Chianca de Garcia   | Drama, história | 3 de fevereiro | —          |